# 布鲁斯·洛根
布鲁斯·洛根（英語：Bruce Logan，1886年3月2日—1965年11月24日），英国男子赛艇运动员。他曾代表英国参加1912年夏季奥林匹克运动会赛艇比赛，获得男子四人单桨有舵手银牌。